# Farindola
Farindola is een gemeente in de Italiaanse provincie Pescara (regio Abruzzen) en telt 1518 inwoners (01-01-2016). De oppervlakte bedraagt 45,3 km².

## Demografie
Farindola telt ongeveer 731 huishoudens. Het aantal inwoners daalde in de periode 1991-2001 met 13,3% volgens cijfers uit de tienjaarlijkse volkstellingen van ISTAT.
| Jaar | Inwoneraantal |
| ---- | ------------- |
| 1991 | 2083          |
| 2001 | 1807          |

## Geografie
Farindola grenst aan de volgende gemeenten: Arsita (TE), Castel del Monte (AQ), Montebello di Bertona, Ofena (AQ), Penne, Villa Celiera.
De gemeente ligt in in het nationale park Gran Sasso e Monti della Laga.
Abbateggio · Alanno · Bolognano · Brittoli · Bussi sul Tirino · Cappelle sul Tavo · Caramanico Terme · Carpineto della Nora · Castiglione a Casauria · Catignano · Cepagatti · Città Sant'Angelo · Civitaquana · Civitella Casanova · Collecorvino · Corvara · Cugnoli · Elice · Farindola · Lettomanoppello · Loreto Aprutino · Manoppello · Montebello di Bertona · Montesilvano · Moscufo · Nocciano · Penne · Pescara · Pescosansonesco · Pianella · Picciano · Pietranico · Popoli · Roccamorice · Rosciano · Salle · San Valentino in Abruzzo Citeriore · Sant'Eufemia a Maiella · Scafa · Serramonacesca · Spoltore · Tocco da Casauria · Torre de' Passeri · Turrivalignani · Vicoli · Villa Celiera